# Finale du Grand Prix ISU 2019-2020
Navigation
Édition précédente Édition suivante
La finale du Grand Prix ISU est la dernière épreuve qui conclut chaque année le Grand Prix international de patinage artistique organisé par l'International Skating Union. Elle accueille des patineurs amateurs de niveau senior dans quatre catégories: simple messieurs, simple dames, couple artistique et danse sur glace.
Pour la saison 2019/2020, la finale est organisée du 5 au 8 décembre 2019 à la Palavela de Turin en Italie. Il s'agit de la 25e finale depuis la création du Grand Prix ISU en 1995.

## Qualifications
Seuls les patineurs qui atteignent l'âge de 15 ans au 1er juillet 2019 peuvent participer aux épreuves du Grand Prix ISU 2019/2020. Les épreuves de qualifications sont successivement :
- le Skate America du 18 au 20 octobre 2019 à Las Vegas
- le Skate Canada du 25 au 27 octobre 2019 à Kelowna
- le Trophée de France du 1er au 3 novembre 2019 à Grenoble
- la Coupe de Chine du 6 au 8 novembre 2019 à Chongqing
- la Coupe de Russie du 15 au 17 novembre 2019 à Moscou
- le Trophée NHK du 22 au 24 novembre 2019 à Sapporo

Les patineurs participent à un ou deux grands-prix. Les six patineurs qui ont obtenu le plus de points sont qualifiés pour la finale et les trois patineurs suivants sont remplaçants.
|             | Messieurs         | Dames                  | Couples                                 | Danse sur glace                              |
| ----------- | ----------------- | ---------------------- | --------------------------------------- | -------------------------------------------- |
| 1           | Yuzuru Hanyu      | Aliona Kostornaïa      | Sui Wenjing / Han Cong                  | Gabriella Papadakis / Guillaume Cizeron      |
| 2           | Nathan Chen       | Alexandra Troussova    | Aleksandra Boikova / Dmitrii Kozlovskii | Victoria Sinitsina / Nikita Katsalapov       |
| 3           | Aleksandr Samarin | Anna Chtcherbakova     | Peng Cheng / Jin Yang                   | Piper Gilles / Paul Poirier                  |
| 4           | Dmitri Aliev      | Rika Kihira            | Anastasia Mishina / Aleksandr Galliamov | Madison Hubbell / Zachary Donohue            |
| 5           | Kevin Aymoz       | Alina Zagitova         | Kirsten Moore-Towers / Michael Marinaro | Aleksandra Stepanova / Ivan Bukin            |
| 6           | Jin Boyang        | Bradie Tennell         | Daria Pavliuchenko / Denis Khodykin     | Madison Chock / Evan Bates                   |
| Remplaçants |                   |                        |                                         |                                              |
| 1er         | Nam Nguyen        | Satoko Miyahara        | Evgenia Tarasova / Vladimir Morozov     | Charlène Guignard / Marco Fabbri             |
| 2e          | Jason Brown       | Mariah Bell            | Haven Denney / Brandon Frazier          | Laurence Fournier Beaudry / Nikolaj Sørensen |
| 3e          | Keiji Tanaka      | Elizaveta Tuktamysheva | Liubov Ilyushechkina / Charlie Bilodeau | Lilah Fear / Lewis Gibson                    |

## Résultats

### Messieurs

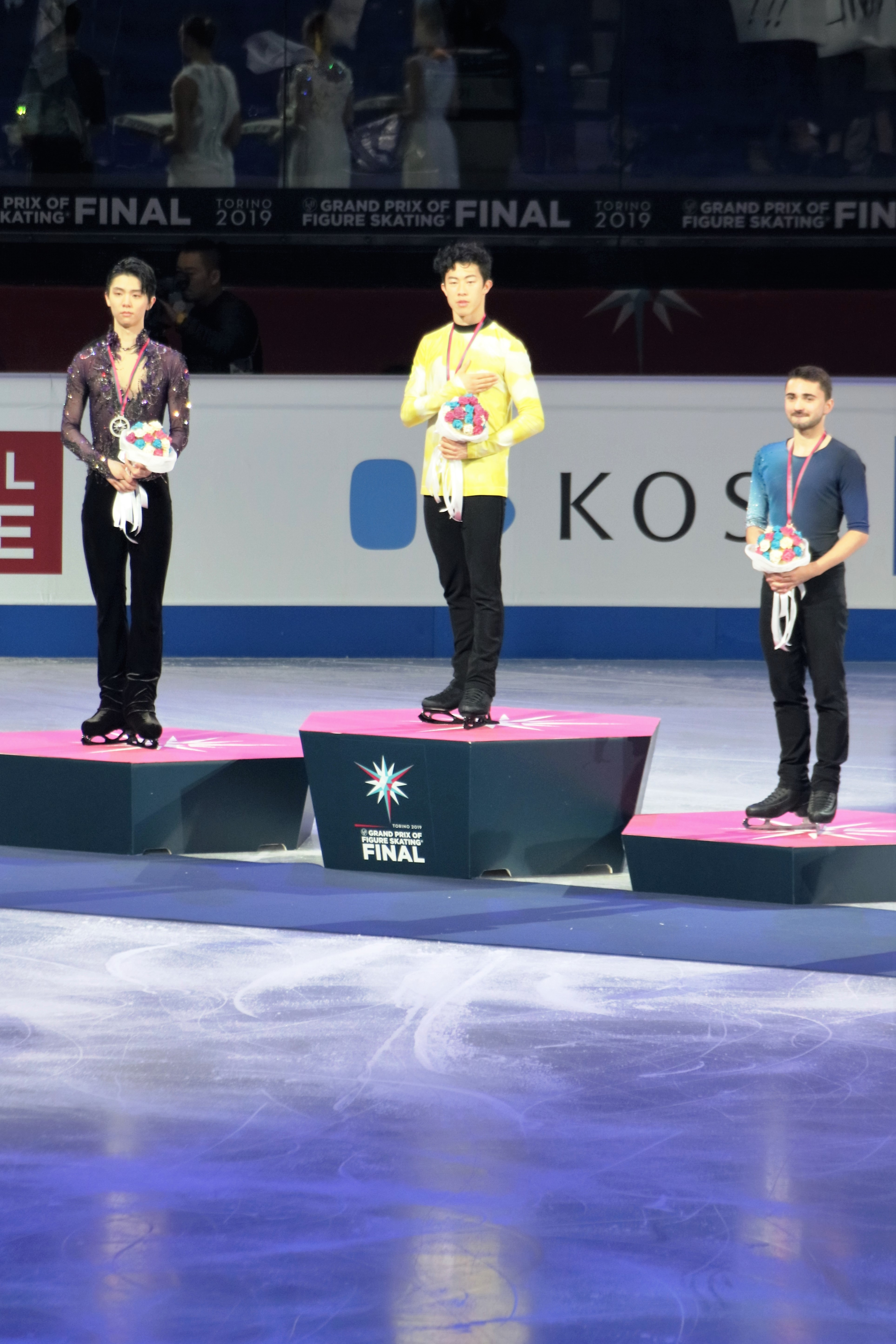
Podium des Messieurs

| Rang | Nom               | Pays       | Points | Programme court | Programme court | Programme libre | Programme libre |
| ---- | ----------------- | ---------- | ------ | --------------- | --------------- | --------------- | --------------- |
| 1    | Nathan Chen       | États-Unis | 335.30 | 1               | 110.38          | 1               | 224.92          |
| 2    | Yuzuru Hanyu      | Japon      | 291.43 | 2               | 97.43           | 2               | 194.00          |
| 3    | Kevin Aymoz       | France     | 275.63 | 3               | 96.71           | 3               | 178.92          |
| 4    | Aleksandr Samarin | Russie     | 248.83 | 5               | 81.32           | 4               | 167.51          |
| 5    | Jin Boyang        | Chine      | 241.44 | 6               | 80.67           | 5               | 160.77          |
| 6    | Dmitri Aliev      | Russie     | 220.04 | 4               | 88.78           | 6               | 131.26          |

### Dames

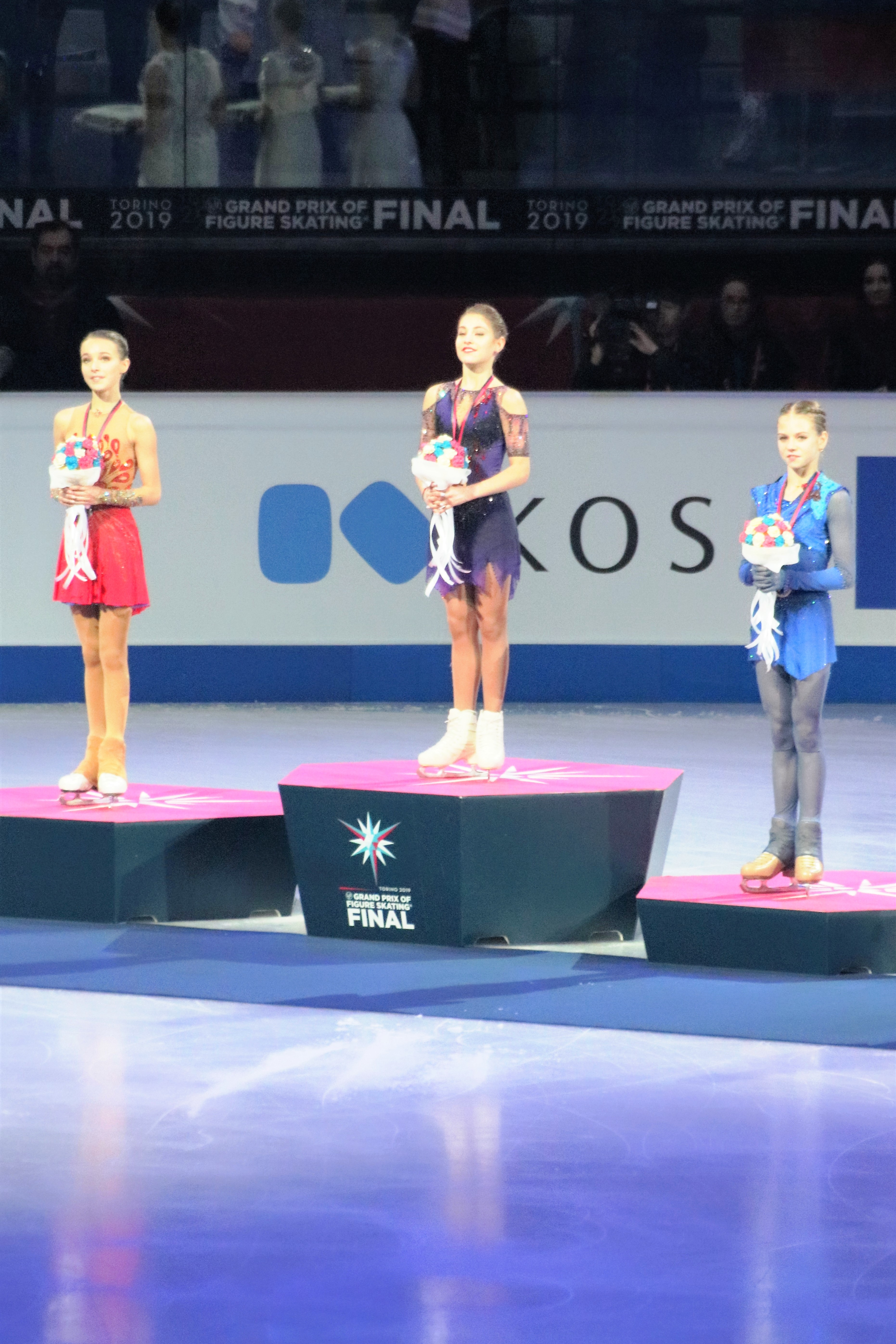
Podium des Dames

| Rang | Nom                 | Pays       | Points | Programme court | Programme court | Programme libre | Programme libre |
| ---- | ------------------- | ---------- | ------ | --------------- | --------------- | --------------- | --------------- |
| 1    | Aliona Kostornaïa   | Russie     | 247.59 | 1               | 85.45           | 2               | 162.14          |
| 2    | Anna Chtcherbakova  | Russie     | 240.92 | 3               | 78.27           | 1               | 162.65          |
| 3    | Alexandra Troussova | Russie     | 233.18 | 5               | 71.45           | 3               | 161.73          |
| 4    | Rika Kihira         | Japon      | 216.47 | 6               | 70.71           | 4               | 145.76          |
| 5    | Bradie Tennell      | États-Unis | 212.18 | 4               | 72.20           | 5               | 139.98          |
| 6    | Alina Zagitova      | Russie     | 205.23 | 2               | 79.60           | 6               | 125.63          |

### Couples

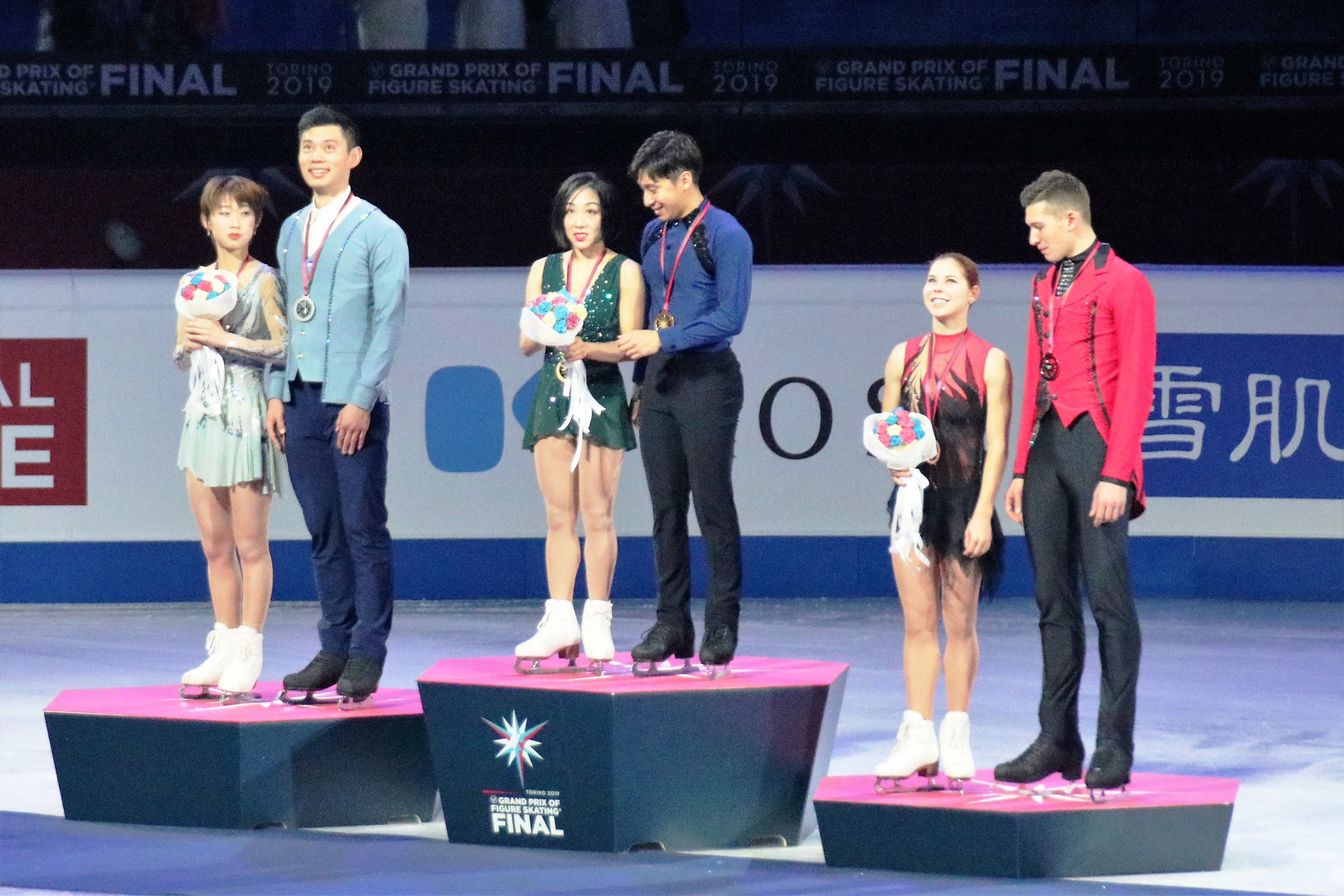
Podium des couples artistiques

| Rang | Nom                                     | Pays   | Points | Programme court | Programme court | Programme libre | Programme libre |
| ---- | --------------------------------------- | ------ | ------ | --------------- | --------------- | --------------- | --------------- |
| 1    | Sui Wenjing / Han Cong                  | Chine  | 211.69 | 1               | 77.50           | 2               | 134.19          |
| 2    | Peng Cheng / Jin Yang                   | Chine  | 204.27 | 5               | 69.67           | 1               | 134.60          |
| 3    | Anastasia Mishina / Aleksandr Galliamov | Russie | 203.13 | 4               | 71.48           | 3               | 131.65          |
| 4    | Aleksandra Boikova / Dmitrii Kozlovskii | Russie | 201.84 | 2               | 76.65           | 5               | 125.19          |
| 5    | Kirsten Moore-Towers / Michael Marinaro | Canada | 197.99 | 6               | 67.08           | 4               | 130.91          |
| 6    | Daria Pavliuchenko / Denis Khodykin     | Russie | 194.75 | 3               | 75.16           | 6               | 119.59          |

### Danse sur glace

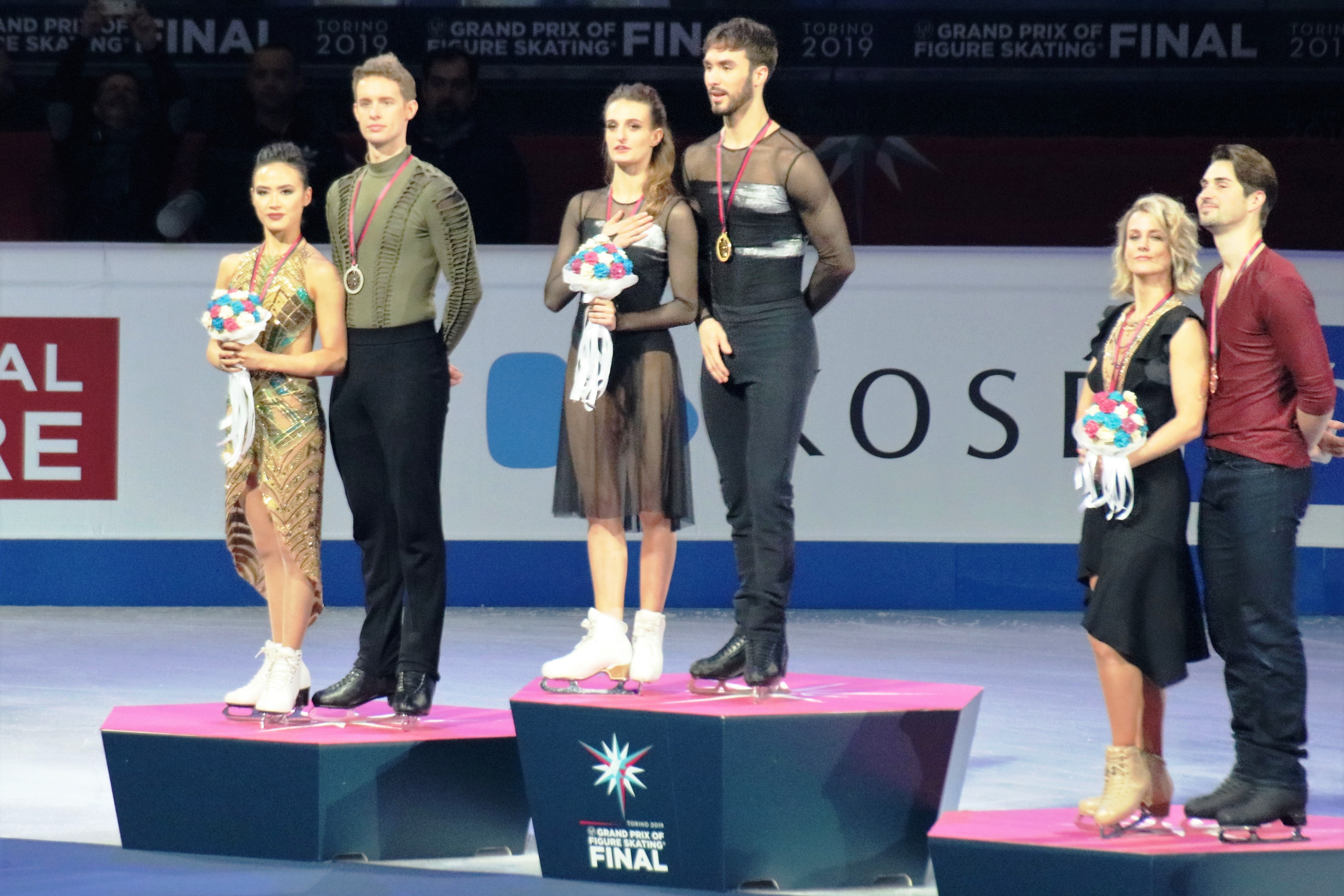
Podium de la danse sur glace

| Rang | Nom                                     | Pays       | Points | Danse rythmique | Danse rythmique | Danse libre | Danse libre |
| ---- | --------------------------------------- | ---------- | ------ | --------------- | --------------- | ----------- | ----------- |
| 1    | Gabriella Papadakis / Guillaume Cizeron | France     | 219.85 | 1               | 83.83           | 1           | 136.02      |
| 2    | Madison Chock / Evan Bates              | États-Unis | 210.68 | 3               | 81.67           | 2           | 129.01      |
| 3    | Madison Hubbell / Zachary Donohue       | États-Unis | 207.93 | 2               | 82.72           | 3           | 125.21      |
| 4    | Aleksandra Stepanova / Ivan Bukin       | Russie     | 204.88 | 5               | 81.14           | 5           | 123.74      |
| 5    | Piper Gilles / Paul Poirier             | Canada     | 203.50 | 6               | 79.75           | 4           | 123.97      |
| 6    | Victoria Sinitsina / Nikita Katsalapov  | Russie     | 203.39 | 4               | 81.51           | 6           | 121.88      |

## Source
- (en) Résultats de la finale 2019/2020 du Grand Prix ISU sur le site de l'ISU